# 聯合國安全理事會第63號決議
聯合國安理會第63號決議是1948年12月24日在聯合國安全理事會第392次會議通過的。為回應斡旋委員會的報告這項決議要求各方停止敵對行動，並釋放印度尼西亞總統及1948年12月18日後拘捕的其他政治犯。安理會還指示斡旋委員會盡快以電報詳盡報告1948年12月12日以後所發生的事情，並向安理會匯報各方對本決議的執行情況。
該決議在比利時、法國、烏克蘭蘇維埃社會主義共和國及蘇聯的棄權下，以7票對0票通過。

## 外部連結
- 63號決議全文